# Guigneville-sur-Essonne
Guigneville-sur-Essonne er en fransk kommune i departementet Essonne. Ved folketællingen i 1999 blev der talt 746 indbyggere, mens det blev 939 indbyggere i 2004.